# Richard Colman (MP)
Richard Colman (c. 1633–1672), de Lincoln's Inn e Melchet Park, em Wiltshire, foi um membro do Parlamento inglês por Salisbury de 8 de fevereiro de 1665 a 13 de outubro de 1672.